# Reitano
Reitano (Ritanu in siciliano) è un comune italiano di 716 abitanti della città metropolitana di Messina in Sicilia.
Sorge in collina (396 metri sul livello del mare) su un costone che fiancheggia una fiumara.

## Storia
L'antica Regitano (non si conosce l'etimologia esatta del nome) fu inizialmente casale della vicina città di Mistretta. Pare che i suoi fondatori siano stati proprio dei pastori mistrettesi che durante la transumanza scendevano con i greggi in collina. Col tempo, visto il clima più mite (Mistretta si trova a quasi 1000 metri sul livello del mare), i pastori cominciarono a svernare a valle fino a quando ne nacque un piccolo insediamento rurale che poi si trasformò in paese. Il nucleo più antico di Reitano, caratterizzato da viuzze strette e tortuose, è sito nella parte bassa, in prossimità dell'antica chiesa del Carmine, legata alla presenza di monaci carmelitani; poi da qui il paese si è sviluppato verso l'alto.
Storicamente, quindi, il paese seguì il destino della vicina Mistretta, almeno fino al 1638 o 1639 quando divenne possesso di Francesco Colonna figlio di Maria Antonia Maniaci, dei principi di San Giorgio e di San Michele e dei duchi di Santa Maria. Egli apparteneva alla celebre famiglia romana diramatasi anche nel meridione ed era chiamato 'Romano' per via della sua origine. Francesco Romano Colonna acquistò Reitano dalla Regia Curia di Filippo IV d'Asburgo, re di Spagna, attirato dalla bellezza paesaggistica, dall'abbondanza della produzione delle terre e dal clima mite collinare. La signoria dei Romano Colonna su Reitano durò fino al 1839. A Francesco Colonna Maniaci, nominato duca di Reitano, succedettero Antonino, Ferdinando, suo fratello Mario, Antonino (morto a Reitano 1l 22 novembre 1750), Mario Colonna Gravina, Antonino Colonna Oneto (morto senza eredi).
Risulta che questi duchi ricoprissero importanti cariche a Palermo e che fossero imparentati con le più illustri famiglie nobili del tempo: Lanza, Maniaci Ventimiglia, de Leyva, Alliata, Gravina, De Gregorio ecc. A Reitano dimoravano in un palazzo nella contrada ancora oggi denominata Colonna. Durante la loro signoria Reitano era un Comune con propri amministratori, secondo l'ordinamento del tempo.
Dal 1816 e soprattutto dal 1868, il Comune di Reitano, insieme al Comune di Santo Stefano di Camastra, fu impegnato in una controversia giudiziaria contro il Comune di Mistretta per il possesso delle terre attribuite ai due Comuni da una divisione fatta nel 1648, di cui Mistretta rivendicava la proprietà, considerando "annullato ed estinto" l'atto del 1648; la causa si concluse nel 1871 con la sconfitta del Comune di Mistretta. Nel frattempo, a seguito della spedizione garibaldina, la Sicilia era entrata a far parte del Regno d'Italia e anche nel Comune di Reitano le mansioni fino ad allora svolte da un "Cancelliere" furono attribuite ad un "Segretario".
Durante le due guerre mondiali anche Reitano ebbe i suoi caduti e dispersi. Durante la II guerra mondiale il paese accolse numerosi "sfollati", in fuga dalle città colpite dai bombardamenti. Da qui nel 1943 passarono truppe anglo-americane provenienti da Comiso attraverso l'interno della Sicilia.
Il fenomeno dell'emigrazione, già presente tra la fine dell'Ottocento e la prima metà del Novecento, è stato particolarmente intenso negli anni Cinquanta anche a Reitano: all'estero verso la Svizzera e la Germania e all'interno soprattutto verso il Nord-Italia (Piemonte, Lombardia, Liguria) e verso il Lazio (specialmente Aprilia). Per altro verso, negli anni sono andati ad abitare a Reitano persone provenienti da altre zone d'Italia (come si può notare da cognomi e soprannomi) e negli ultimissimi anni anche da Paesi stranieri, soprattutto per lavoro (es. badanti, braccianti agricoli, muratori, ...).

## Monumenti e luoghi di interesse
Secondo la tradizione nel territorio di Reitano vi erano 11 chiese; ne sopravvivono 7. Di particolare interesse monumentale sono la duecentesca Chiesa della Madonna del Carmelo e la "Chiesa Madre" intitolata alla Madonna Immacolata, dove si trova la cappella di Sant'Erasmo, patrono del paese, e che custodisce alcune pregevoli opere, specialmente del '600, come un SS Sacramento in legno laminato in oro zecchino e una Madonna col Bambino di scuola gaginesca. Degna di nota è anche la Chiesetta della Madonna delle Grazie recentemente restaurata.
Di più recente costruzione sono il "Monumento commemorativo dei concittadini caduti in guerra" (donato nel 1965 dal Generale di Finanza Luigi Pagliaro), il "Monumento dedicato all'Immacolata" all'ingresso del paese e il "Monumento dedicato a Padre Pio".
Sono presenti anche varie fontane, che un tempo servivano per uso domestico e per abbeverare cavalli, muli e asini e le greggi di passaggio per la transumanza. Particolarmente suggestivi sono i caratteristi scorci urbani.
Nella sua unica frazione di Villa Margi vi è la grande scultura "Finestra sul mare" di Tano Festa, facente parte del parco artistico all'aperto Fiumara d'arte voluto dall'imprenditore mecenate Antonio Presti.

## Società

### Evoluzione demografica
Abitanti censiti

## Economia
Fiorenti nel passato erano alcune attività artigianali quali la lavorazione del ferro battuto e la tessitura. In particolare, l'attività delle tessitrici era collegata con la produzione locale del lino che poi veniva fatto macerare in appositi fuossi, ovvero vasche a valle del paese. Tali attività sono completamente scomparse. 
Attualmente il reddito principale - forte dell'antica tradizione e grazie al terreno fertile - proviene dall'agricoltura (olive, uva, agrumi). Ma anche l'agricoltura è in declino, mentre è aumentato il numero degli addetti al settore terziario (con molti pendolari verso i più vicini centri più grandi) e soprattutto dei pensionati.

## Geografia antropica

### Frazioni
Al margine del territorio del Comune, sul mare, sorge una piccola frazione detta prima Margi e oggi Villa Margi, antico borgo marinaro divenuto soggiorno estivo di molti villeggianti. Non molto lontano da qui sorgeva un impianto per la raffinazione dell'olio oggi dismesso.

## Infrastrutture e trasporti
Il comune è interessato dalle seguenti direttrici stradali:

## Amministrazione
Di seguito è presentata una tabella relativa alle amministrazioni che si sono succedute in questo comune.
| Periodo         | Periodo          | Primo cittadino       | Partito                     | Carica  | Note  |
| --------------- | ---------------- | --------------------- | --------------------------- | ------- | ----- |
| 14 luglio 1987  | 19 maggio 1990   | Raimondo Salvaggio    | Democrazia Cristiana        | Sindaco | [ 8 ] |
| 19 maggio 1990  | 10 novembre 1993 | Salvatore Scancarello | Partito Socialista Italiano | Sindaco | [ 8 ] |
| 2 febbraio 1994 | 25 maggio 1998   | Salvatore Villardita  | -                           | Sindaco | [ 8 ] |
| 25 maggio 1998  | 27 maggio 2003   | Antonino Dragotto     | lista civica                | Sindaco | [ 8 ] |
| 27 maggio 2003  | 17 giugno 2008   | Sebastiano Dragotto   | lista civica                | Sindaco | [ 8 ] |
| 17 giugno 2008  | 8 luglio 2013    | Sebastiano Dragotto   | lista civica                | Sindaco | [ 8 ] |
| 12 giugno 2013  | 5 ottobre 2021   | Salvatore Villardita  |                             | Sindaco | [ 8 ] |
| 5 ottobre 2021  | in carica        | Salvatore Salvaggio   |                             | sindaco |       |

### Altre informazioni amministrative
Il comune di Reitano fa parte delle seguenti organizzazioni sovracomunali: regione agraria n.7 (Colline litoranee del Tusa e del S.Stefano).

## Galleria d'immagini

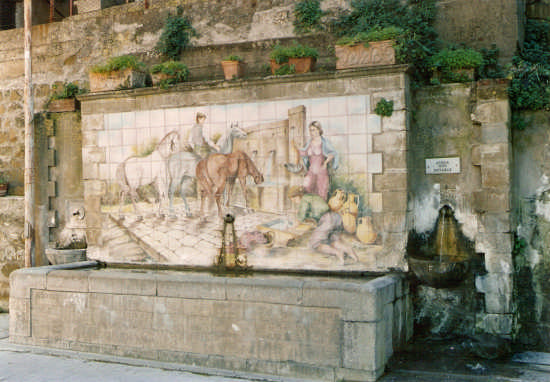
Fontana di San Sebastiano con decorazioni in ceramica locale
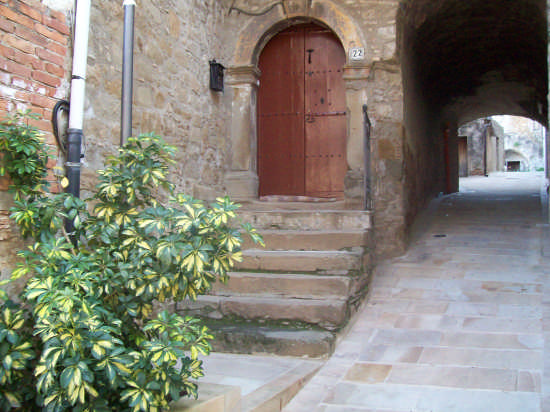
Uno scorcio urbano
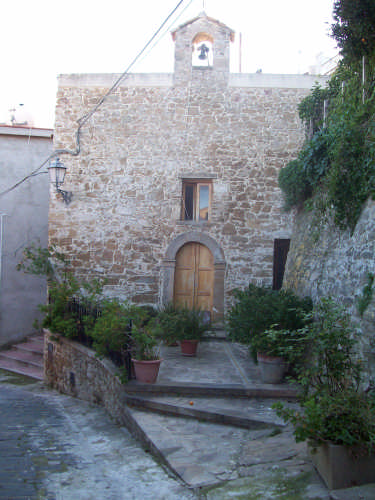
L'antica chiesetta Madonna delle Grazie
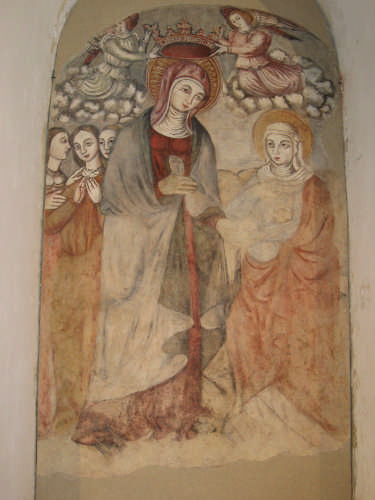
Antico affresco nella chiesa della Madonna delle Grazie
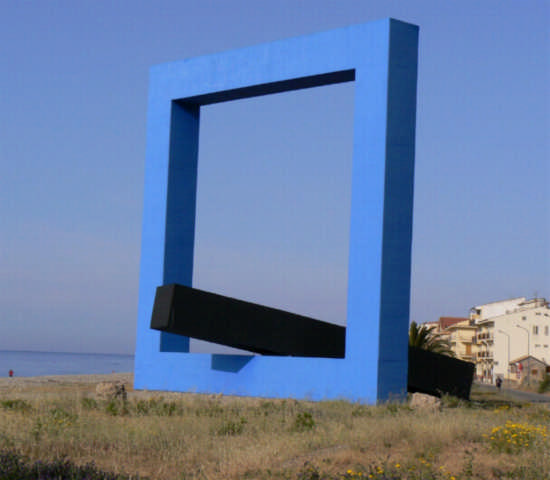
La "Finestra sul mare" - Opera contemporanea di Antonio Presti
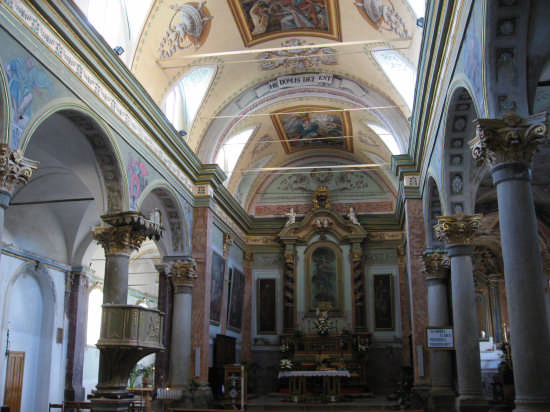
Interno della chiesa madre - Navata centrale
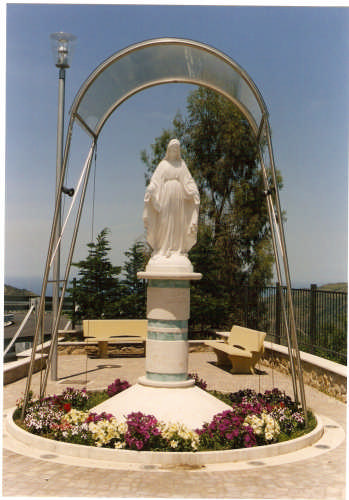
Monumento alla Madonna Immacolata nel belvedere detto "Pigno"
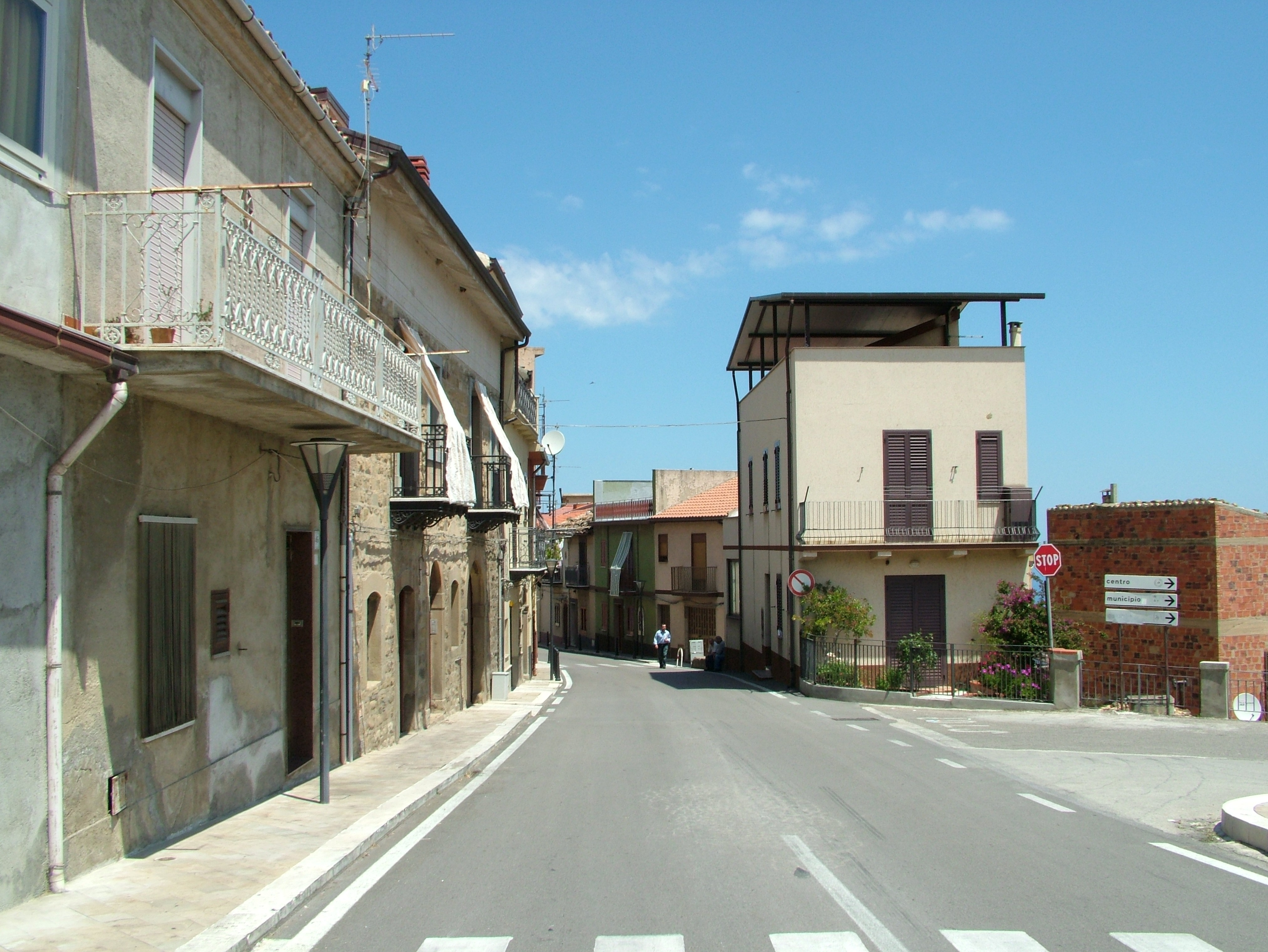
Uno degli attuali ingressi del paese